# PTT Pattaya Open 2012 - Qualificazioni singolare
Le qualificazioni del singolare  del PTT Pattaya Open 2012 sono state un torneo di tennis preliminare per accedere alla fase finale della manifestazione. I vincitori dell'ultimo turno sono entrati di diritto nel tabellone principale. In caso di ritiro di uno o più giocatori aventi diritto a questi sono subentrati i lucky loser, ossia i giocatori che hanno perso nell'ultimo turno ma che avevano una classifica più alta rispetto agli altri partecipanti che avevano comunque perso nel turno finale.

## Teste di serie
1. Chang Kai-chen (qualificata)
2. Caroline Garcia (primo turno)
3. Hsieh Su-wei (qualificata)
4. Varatchaya Wongteanchai (qualificata)

1. Misa Eguchi (ultimo turno)
2. Sacha Jones (ultimo turno)
3. Çağla Büyükakçay (ultimo turno)
4. Wang Qiang (ultimo turno)

## Qualificate
1. Chang Kai-chen
2. Zhou Yimiao

1. Hsieh Su-wei
2. Varatchaya Wongteanchai

## Tabellone qualificazioni

### 1ª sezione
|  | Primo turno | Primo turno       | Primo turno       | Primo turno | Primo turno |  |  | Ultimo turno | Ultimo turno     | Ultimo turno     | Ultimo turno | Ultimo turno |  |
|  |             |                   |                   |             |             |  |  |              |                  |                  |              |              |  |
|  | 1           | Chang Kai-chen    | Chang Kai-chen    | 7           | 6           |  |  |              |                  |                  |              |              |  |
|  |             | Nudnida Luangnam  | Nudnida Luangnam  | 62          | 3           |  |  | 1            | Chang Kai-chen   | Chang Kai-chen   | 6            | 6            |  |
|  | WC          | Nattawadee Kotcha | Nattawadee Kotcha | 1           | 3           |  |  | 7            | Çağla Büyükakçay | Çağla Büyükakçay | 0            | 2            |  |
|  | 7           | Çağla Büyükakçay  | Çağla Büyükakçay  | 6           | 6           |  |  |              |                  |                  |              |              |  |

### 2ª sezione
|  | Primo turno | Primo turno     | Primo turno | Primo turno | Primo turno |  |  | Ultimo turno | Ultimo turno | Ultimo turno | Ultimo turno | Ultimo turno |  |
|  |             |                 |             |             |             |  |  |              |              |              |              |              |  |
|  | 2           | Caroline Garcia | 4           | 6           | 62          |  |  |              |              |              |              |              |  |
|  |             | Zhou Yimiao     | 6           | 4           | 7           |  |  |              | Zhou Yimiao  | 6            | 69           | 6            |  |
|  |             | Shiho Akita     | 6           | 1           | 4           |  |  | 6            | Sacha Jones  | 3            | 7            | 2            |  |
|  | 6           | Sacha Jones     | 1           | 6           | 6           |  |  |              |              |              |              |              |  |

### 3ª sezione
|  | Primo turno | Primo turno        | Primo turno        | Primo turno | Primo turno |  |  | Ultimo turno | Ultimo turno | Ultimo turno | Ultimo turno | Ultimo turno |  |
|  |             |                    |                    |             |             |  |  |              |              |              |              |              |  |
|  | 3           | Hsieh Su-wei       | Hsieh Su-wei       | 6           | 6           |  |  |              |              |              |              |              |  |
|  | WC          | Tanaporn Thongsing | Tanaporn Thongsing | 1           | 2           |  |  | 3            | Hsieh Su-wei | Hsieh Su-wei | 6            | 6            |  |
|  |             | Emily Webley-Smith | Emily Webley-Smith | 0           | 1           |  |  | 8            | Wang Qiang   | Wang Qiang   | 4            | 3            |  |
|  | 8           | Wang Qiang         | Wang Qiang         | 6           | 6           |  |  |              |              |              |              |              |  |

### 4ª sezione
|  | Primo turno | Primo turno             | Primo turno     | Primo turno | Primo turno |  |  | Ultimo turno | Ultimo turno            | Ultimo turno            | Ultimo turno | Ultimo turno |  |
|  |             |                         |                 |             |             |  |  |              |                         |                         |              |              |  |
|  | 4           | Varatchaya Wongteanchai | 0               | 7           | 6           |  |  |              |                         |                         |              |              |  |
|  |             | Hsu Wen-hsin            | 6               | 5           | 1           |  |  | 4            | Varatchaya Wongteanchai | Varatchaya Wongteanchai | 6            | 6            |  |
|  |             | Nicole Rottmann         | Nicole Rottmann | 1           | 0           |  |  | 5            | Misa Eguchi             | Misa Eguchi             | 4            | 3            |  |
|  | 5           | Misa Eguchi             | Misa Eguchi     | 6           | 6           |  |  |              |                         |                         |              |              |  |